# Castelnaud-de-Gratecambe
Castelnaud-de-Gratecambe – miejscowość i gmina we Francji, w regionie Nowa Akwitania, w departamencie Lot i Garonna.
Według danych na rok 1990 gminę zamieszkiwały 513 osoby, a gęstość zaludnienia wynosiła 30 osób/km² (wśród 2290 gmin Akwitanii Castelnaud-de-Gratecambe plasuje się na 704. miejscu pod względem liczby ludności, natomiast pod względem powierzchni na miejscu 651.).